# Guckley
Die Guckley oder Kuckley ist eine markante Felsformation des Ahrgebirges bei Laach in der Ortsgemeinde Mayschoß im Landkreis Ahrweiler in Rheinland-Pfalz.

## Etymologie
Die Endung -ley bedeutet so viel wie Felsen und ist Namensbestandteil einer Vielzahl von Felsformationen in der näheren und weiteren Umgebung der Guckley, deren bekannteste wahrscheinlich die Loreley über dem Rhein bei Sankt Goarshausen ist. Der Begriff Guckley könnte einerseits für einen aus der Landschaft herausschauenden Felsen stehen, andererseits aber auch einen Felsen mit schöner Aussicht in die umgebende Landschaft bezeichnen.

## Geographie

### Lage
Die Guckley befindet sich unweit der Lochmühle etwas südlich der Stelle, wo die Bundesstraße 267 den Lochmühlerley genannten Rücken, der vom Ümerich bzw. Laacher Berg südwärts zur Ahr herunterzieht. Dort zwingt sie den Fluss auf eine große, nach Süden ausladende Schleife.

### Geologie
Bei der Guckley handelt es sich um vulkanische Reste, deren hartes Gestein aus der umgebenden Grauwacke herausgewittert und -gespült wurden. Der Nephelin-Basanit wird auf ein Alter von 46 ± 2 mya datiert. Die heute aus dem Boden ragenden Teile des ehemaligen Vulkanschlots lagen damals mindestens 200 Meter unter der Erdoberfläche.

### Naturräumliche Zuordnung
Die Guckley gehört zur naturräumlichen Haupteinheitengruppe Osteifel (Nr. 27) mit der Haupteinheit Ahreifel (272), Untereinheit Mittleres Ahrtal (272.2) mit dem Naturraum Recher Ahrengtal (272.21).